# 密苏里路德会
密苏里路德会（Lutheran Church–Missouri Synod，LCMS，旧译福音道路德会），是美国的一个保守主义的新教信義宗教派。拥有210万名信徒，它是美国第八大新教教派，以及第二大信義宗教派，仅次于美国福音信义会。密苏里路德会于1847年4月26日在芝加哥成立，当时名为“密苏里州，俄亥俄州和其他州的德国福音路德会”，反映了最初信徒们的地理分布。密苏里路德会的总部设在密苏里州柯克伍德。 
密苏里路德会的信徒分布在在美国50个州和加拿大的两个省，但其中一半以上都分布于美国中西部。

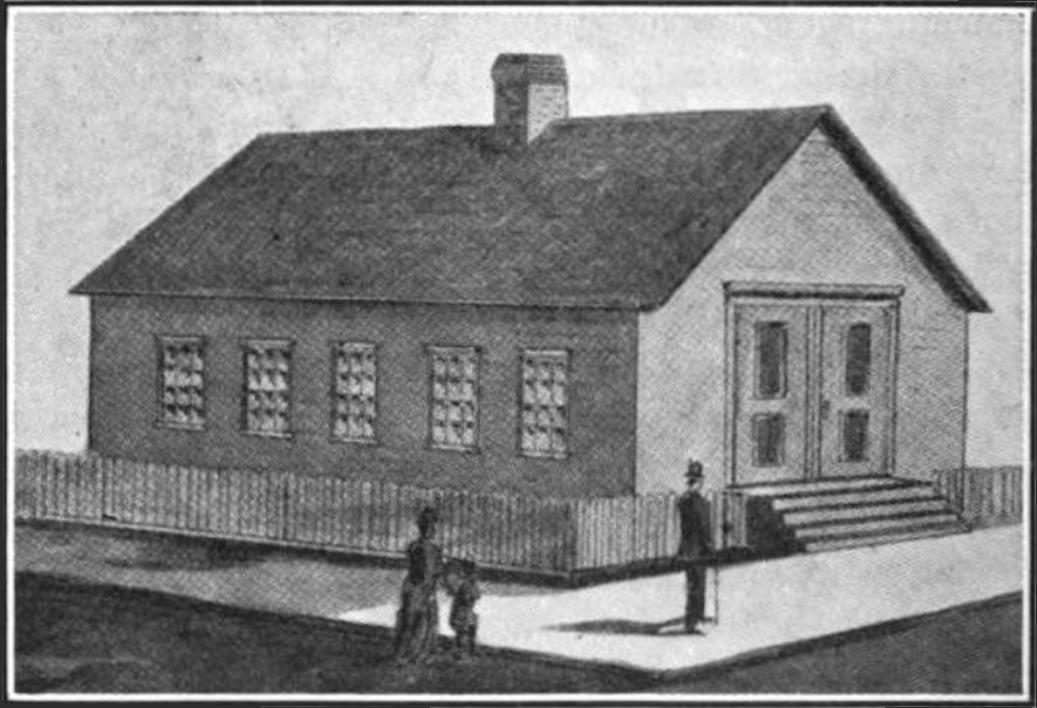
芝加哥圣保罗堂，密苏里路德会第一次会议举行地点

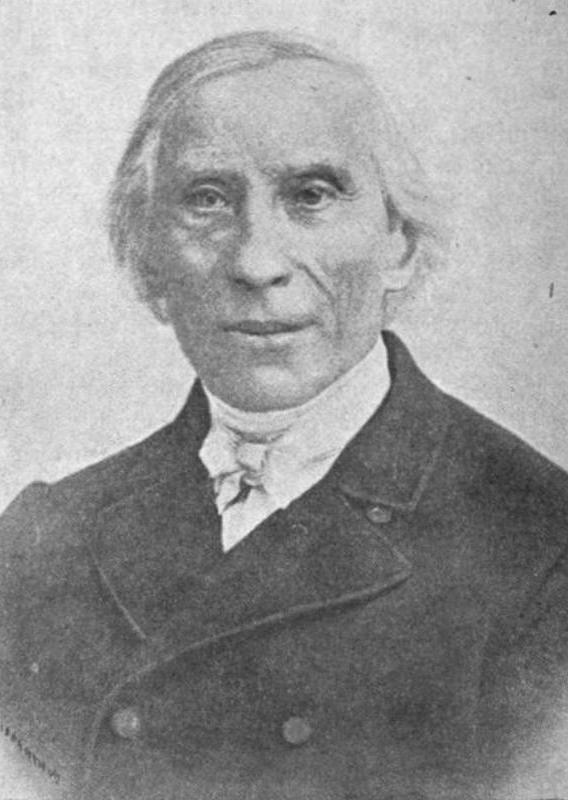

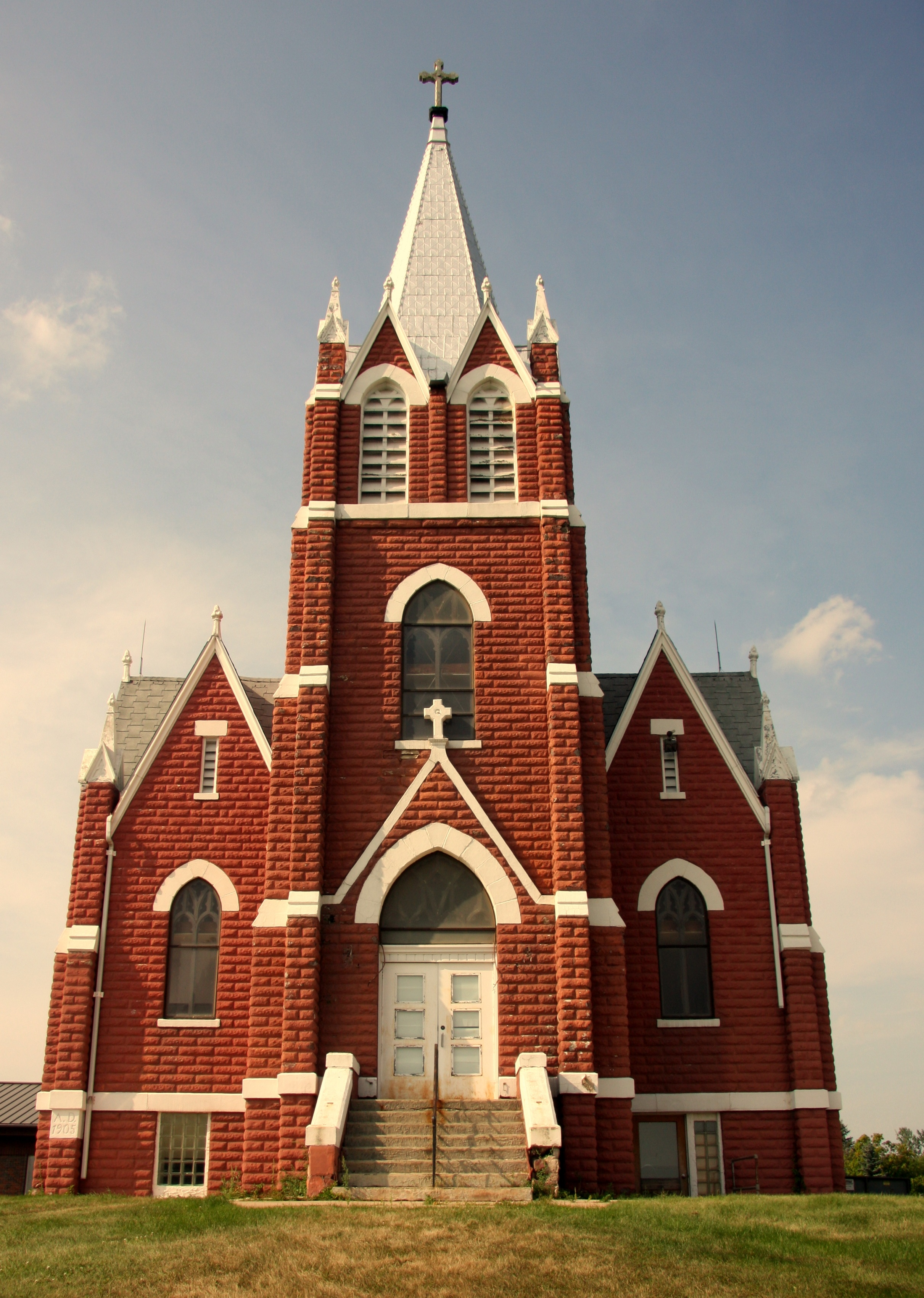